# Пратиљоне
Пратиљоне (итал. Pratiglione) је насеље у Италији у округу Торино, региону Пијемонт.
Према процени из 2011. у насељу је живело 323 становника. Насеље се налази на надморској висини од 615 м.

## Становништво
Према резултатима пописа становништва 2011. у општини је живело 548 становника.
| 1931. | 1936. | 1951. | 1961. | 1971. | 1981. | 1991. | 2001. | 2011. |
| ----- | ----- | ----- | ----- | ----- | ----- | ----- | ----- | ----- |
| 978   | 901   | 839   | 847   | 741   | 654   | 619   | 601   | 548   |